# 貧民英雄
《貧民英雄》，2012年台灣電影，是一部喜劇片。2012年5月18日上映。這是一部刻畫台灣社會底層小人物為養家活口努力打拼的故事，電影用詼諧有趣的方式來反映現今社會百態，即好笑又令人省思的一部電影！本片的導演是鄭東樹，由王彩樺、民雄、潘慧如、劉畊宏、王婉霏（夫妻）、唐從聖(從從)、楊烈、黃志瑋、午馬、翁立友、李冠儀、張洛君、陳德秀、康晋榮(康康)、徐乃麟、羅時豐、張心妍、哈菲子、蔡玓彤(彤彤)、蔡宜霖、李耀鳴(Kevin)、張大成等二十多位藝人參與演出。
本片於2009年殺青，是王彩樺首次扮演女主角。《雞排英雄》在2011年賀歲時上映竟吸引了近新台幣1.29億元票房的佳蹟，因此同為《雞》片的演員王彩樺期望本片能夠再次奪下新台幣上億元票房的佳蹟。

## 節目宣傳
- 播出時間2012年4月17日中天電視《小燕之夜》[3]

## 劇情簡述
以2008年后由雷曼兄弟所引發的金融海啸做为本片故事的开端。

## 演員陣容

### 主要角色
| 片中角色         | 演員姓名 | 介紹                                                             |
| ---------------- | -------- | ---------------------------------------------------------------- |
| 潘彼得           | 劉畊宏   | 30歲，電視投資理財名嘴。「世界發投顧公司」業績第一名的理財專員。 |
| 錢嫂             | 王彩樺   | 48歲，香港仔的妻子。                                             |
| 香港仔           | 午馬     | 50歲，香港人。                                                   |
| 拐也、舞賽、馬耀 | 民雄     | 28歲，刺青師。                                                   |
| 吳光亮           | 唐從聖   | 30歲，計程車司機。                                               |
| 墨哥             | 楊烈     | 42歲，黑道角頭。                                                 |

### 其他角色
| 片中角色 | 演員姓名 | 介紹                                                           |
| -------- | -------- | -------------------------------------------------------------- |
| 莊大衛   | 黃志瑋   | 30歲，「世界發投顧公司」的總裁。                               |
| 高瑪莉   | 潘慧如   | 28歲，「世界發投顧公司」的老闆娘。                             |
| 小林     | 張洛君   | 30歲，莊大衛的司機兼特助。                                     |
| 小鳳     | 蔡玓彤   | 25歲，大衛的情婦。                                             |
| 洪奇     | 翁立友   | 30歲，是一位腳踏實地的郵差。                                   |
| 嘉嘉     | 陳德秀   | 26歲，香港仔與錢嫂的女兒，喜歡洪奇，但香港仔對洪奇非常有意見。 |
| 組長     | 徐乃麟   | 50歲，調查局長官。                                             |
| 黃雀     | 王婉霏   | 28歲，調查局女幹員。                                           |
| 大成     | 張大成   | 30歲，調查局幹員。                                             |
| 阿財     | 羅時豐   | 44歲，洗車行老闆。                                             |
| 阿琴     | 蔡宜霖   | 30歲，吳光亮的妻子。                                           |
| 花枝     | 李耀鳴   | 35歲，墨哥身邊的大將。                                         |
| 神經     | 哈菲子   | 30歲，墨哥的小弟。                                             |
| 琳達     | 李冠儀   | 27歲，潘彼得的前女友。                                         |
| 天使     | 康晉榮   | 45歲，以神或上帝的樣子顯現。（客串）                           |

- 以上相關資料參閱於電影《貧民英雄》星樂傳媒官網[4]

## 歌曲
| 曲別   | 歌曲名稱   | 作詞 | 作曲 | 演唱者         | 備註 |
| 主題曲 | 秀米的媽   |      |      | 王彩樺 +翁立友 |      |
| 插曲   | 你苦无我苦 |      |      | 黃一飛         |      |

## 幕後團隊簡介
- 出品/製片人：林立昇
- 監製：蔡順德
- 導演：鄭東樹
- 執行導演：何東興
- 攝影：江申豐
- 燈光：莊弘裕
- 美術：洪明成
- 剪接：鍾瑩上
- 特效指導:Eric Hayden
- 音樂監製：沈聖德
- 武術指導：王經緯
- 企宣：曹露西
- 場務：陳師堯

### 外景拍攝
- 高雄市
  - 華園大飯店
  - 台灣中油宿舍
  - 澄清湖
  - 漁人碼頭
  - 茄萣區情人碼頭
  - 橋頭糖廠

## 相關資料
1. ↑  .   [2012-05-23]. （原始内容存档于2014-02-21）.
2. ↑  2012-04-05 yam蕃薯藤娛樂新聞官網
3. ↑  .   [2012-05-23]. （原始内容存档于2011-12-21）.
4. ↑  電影《貧民英雄》星樂傳媒股份有限公司奇摩無名官網

## 相關網站
- Yahoo奇摩電影上《貧民英雄》的資料（繁體中文）
- MSN娛樂上《貧民英雄》的資料（繁體中文）

- 開眼電影網上《貧民英雄》的資料（繁體中文）
- 豆瓣电影上《貧民英雄》的資料 （简体中文）
- 时光网上《貧民英雄》的資料（简体中文）
- 香港影庫上《貧民英雄》的資料（繁體中文）
- 互联网电影数据库（IMDb）上《貧民英雄》的资料（英文）
- 台灣電影網上《貧民英雄》的資料（繁體中文）